# Liste der denkmalgeschützten Objekte in Sereď
Die Liste der denkmalgeschützten Objekte in Sereď enthält die 26 nach slowakischen Denkmalschutzvorschriften geschützten Objekte in der Gemeinde Sereď im Okres Galanta.

## Denkmäler
| Foto |                 | Denkmal / č. ÚZPF                            | Standort / Konskr. Nr.                                 | Offizielle Beschreibung                           | Beschreibung                                   | Metadaten                                                                |
| ---- | --------------- | -------------------------------------------- | ------------------------------------------------------ | ------------------------------------------------- | ---------------------------------------------- | ------------------------------------------------------------------------ |
| BW   | Datei hochladen | Unterkunft I(sk) ObjektID: 202-11604/1       | Kasárenská ul. Standort KG: Sereď Konskr.Nr.: 1005     | 1.obytný barak                                    | 1. Wohnbaracke                                 | č. NKP: 202-11604/1 Stand des NKP: 2012-02-08 Name: UBYTOVŇA I.          |
|      | Datei hochladen | Unterkunft II(sk) ObjektID: 202-11604/2      | Kasárenská ul. KG: Sereď Konskr.Nr.: 1005              | 2.obytný barak s pam.tabuľou                      | 2. Wohnbaracke mit Gedenktafel                 | č. NKP: 202-11604/2 Stand des NKP: 2012-02-08 Name: UBYTOVŇA II.         |
|      | Datei hochladen | Unterkunft III(sk) ObjektID: 202-11604/3     | Kasárenská ul. KG: Sereď Konskr.Nr.: 1005              | 3.obytný barak                                    | 3. Wohnbaracke                                 | č. NKP: 202-11604/3 Stand des NKP: 2012-02-08 Name: UBYTOVŇA III.        |
|      | Datei hochladen | Unterkunft IV(sk) ObjektID: 202-11604/4      | Kasárenská ul. KG: Sereď Konskr.Nr.: 1005              | 4.obytný barak                                    | 4. Wohnbaracke                                 | č. NKP: 202-11604/4 Stand des NKP: 2012-02-08 Name: UBYTOVŇA IV.         |
|      | Datei hochladen | Unterkunft V(sk) ObjektID: 202-11604/5       | Kasárenská ul. KG: Sereď Konskr.Nr.: 1005              | 5.obytný barak                                    | 5. Wohnbaracke                                 | č. NKP: 202-11604/5 Stand des NKP: 2012-02-08 Name: UBYTOVŇA V.          |
|      | Datei hochladen | Gedenktafel(sk) ObjektID: 202-11604/6        | Kasárenská ul. KG: Sereď Konskr.Nr.: 1005              | koncentračný tábor;1940-1945,antifaš.odboj,SNP,ži | Konzentrationslager 1940–1945                  | č. NKP: 202-11604/6 Stand des NKP: 2012-02-08 Name: TABUĽA PAMÄTNÁ       |
| BW   | Datei hochladen | jüdisches Badehaus(sk) ObjektID: 202-11430/0 | Kúpeľné nám.1 Standort KG: Sereď Konskr.Nr.: 2638,2639 | Mikve                                             |                                                | č. NKP: 202-11430/0 Stand des NKP: 2012-02-08 Name: KÚPELE ŽIDOVSKÉ      |
| BW   | Datei hochladen | Wirtschaftsgebäude(sk) ObjektID: 202-2518/1  | Pivovarská ul.17 Standort KG: Sereď Konskr.Nr.: 2615   |                                                   |                                                | č. NKP: 202-2518/1 Stand des NKP: 2012-02-08 Name: STAVBA HOSPODÁRSKA    |
| BW   | Datei hochladen | Brauerei(sk) ObjektID: 202-2518/2            | Pivovarská ul.17 Standort KG: Sereď Konskr.Nr.: 2616   | Sklad a bytovky                                   | Speicher- und Wohnhaus                         | č. NKP: 202-2518/2 Stand des NKP: 2012-02-08 Name: PIVOVAR               |
| ja   | Datei hochladen | Schloss(sk) ObjektID: 202-2257/1             | Slobody nám.1 Standort KG: Sereď Konskr.Nr.: 1         | Šintavský hrad                                    | Herrenhaus Šintavská                           | č. NKP: 202-2257/1 Stand des NKP: 2012-02-08 Name: KAŠTIEĽ               |
| BW   | Datei hochladen | Park(sk) ObjektID: 202-2257/2                | Slobody nám. Standort KG: Sereď Konskr.Nr.:            |                                                   |                                                | č. NKP: 202-2257/2 Stand des NKP: 2012-02-08 Name: PARK                  |
|      | Datei hochladen | Bürgerhaus(sk) ObjektID: 202-10693/0         | Slobody nám.22 KG: Sereď Konskr.Nr.: 1193              | radový;                                           | Reihenhaus                                     | č. NKP: 202-10693/0 Stand des NKP: 2012-02-08 Name: DOM MEŠTIANSKY       |
|      | Datei hochladen | Säule(sk) ObjektID: 202-11428/1              | Štefánikova ul. KG: Sereď Konskr.Nr.:                  |                                                   |                                                | č. NKP: 202-11428/1 Stand des NKP: 2012-02-08 Name: STĹP S ARCHITEKTÚROU |
|      | Datei hochladen | Statue(sk) ObjektID: 202-11428/2             | Štefánikova ul. KG: Sereď Konskr.Nr.:                  | Panna Mária-Immaculata;Nepoškvrnená Panna Mária   | Unbefleckten Jungfrau Maria                    | č. NKP: 202-11428/2 Stand des NKP: 2012-02-08 Name: SOCHA                |
|      | Datei hochladen | Statue(sk) ObjektID: 202-11428/3             | Štefánikova ul. KG: Sereď Konskr.Nr.:                  | sv.Florián;socha sv.Floriána                      | St. Florian                                    | č. NKP: 202-11428/3 Stand des NKP: 2012-02-08 Name: SOCHA                |
|      | Datei hochladen | Statue(sk) ObjektID: 202-11428/4             | Štefánikova ul. KG: Sereď Konskr.Nr.:                  | sv.Ján Nepomucký;socha sv.Jána Nepomuckého        | St. Johannes Nepomuk                           | č. NKP: 202-11428/4 Stand des NKP: 2012-02-08 Name: SOCHA                |
|      | Datei hochladen | Säule(sk) ObjektID: 202-48/1                 | Štefánikova ul. KG: Sereď Konskr.Nr.:                  | Trojičný stĺp s kópiami sôch                      | Dreifaltigkeitssäule mit Kopien von Statuen    | č. NKP: 202-48/1 Stand des NKP: 2012-02-08 Name: ARCHITEKTÚRA STĹPU      |
|      | Datei hochladen | Statuengruppe(sk) ObjektID: 202-48/2         | Štefánikova ul. KG: Sereď Konskr.Nr.:                  | sv.Trojica;originál súsošia sv.Trojice            | Original-Statue der Hl. Dreifaltigkeit         | č. NKP: 202-48/2 Stand des NKP: 2012-02-08 Name: SÚSOŠIE                 |
|      | Datei hochladen | Statue(sk) ObjektID: 202-48/3                | Štefánikova ul. KG: Sereď Konskr.Nr.:                  | sv.Peter;originál sochy sv.Petra                  | St. Peter                                      | č. NKP: 202-48/3 Stand des NKP: 2012-02-08 Name: SOCHA                   |
|      | Datei hochladen | Statue(sk) ObjektID: 202-48/4                | Štefánikova ul. KG: Sereď Konskr.Nr.:                  | sv.Pavol;originál sochy sv.Pavla                  | St. Paul                                       | č. NKP: 202-48/4 Stand des NKP: 2012-02-08 Name: SOCHA                   |
|      | Datei hochladen | Statue(sk) ObjektID: 202-48/5                | Štefánikova ul. KG: Sereď Konskr.Nr.:                  | sv.Anna;originál sochy sv.Anny                    | St. Anna                                       | č. NKP: 202-48/5 Stand des NKP: 2012-02-08 Name: SOCHA                   |
|      | Datei hochladen | Statuengruppe(sk) ObjektID: 202-48/6         | Štefánikova ul. KG: Sereď Konskr.Nr.:                  | sv.Trojica;kópia súsošia sv.Trojice               | Kopie der Statue der Hl. Dreifaltigkeit        | č. NKP: 202-48/6 Stand des NKP: 2012-02-08 Name: SÚSOŠIE-KÓPIA           |
|      | Datei hochladen | Statuenkopie(sk) ObjektID: 202-48/7          | Štefánikova ul. KG: Sereď Konskr.Nr.:                  | sv.Peter;kópia sochy sv.Petra                     | St. Peter, Kopie                               | č. NKP: 202-48/7 Stand des NKP: 2012-02-08 Name: SOCHA-KÓPIA             |
|      | Datei hochladen | Statuenkopie(sk) ObjektID: 202-48/8          | Štefánikova ul. KG: Sereď Konskr.Nr.:                  | sv.Pavol;kópia sochy sv.Pavla                     | St. Paul, Kopie                                | č. NKP: 202-48/8 Stand des NKP: 2012-02-08 Name: SOCHA-KÓPIA             |
|      | Datei hochladen | Statuenkopie(sk) ObjektID: 202-48/9          | Štefánikova ul. KG: Sereď Konskr.Nr.:                  | sv.Anna;kópia sochy sv.Anny                       | St. Anna, Kopie                                | č. NKP: 202-48/9 Stand des NKP: 2012-02-08 Name: SOCHA-KÓPIA             |
| ja   | Datei hochladen | Kirche(sk) ObjektID: 202-2517/0              | Štefánikova ul.10 Standort KG: Sereď Konskr.Nr.:       | r.k.sv.Jána Krstiteľa;                            | römisch katholische Kirche Johannes der Täufer | č. NKP: 202-2517/0 Stand des NKP: 2012-02-08 Name: KOSTOL                |

## Legende
Die Tabelle enthält im Einzelnen folgende Informationen:
| Foto:                    | Fotografie des Denkmals. |
| Denkmal / č. ÚZPF:       | Die Übersetzung der Bezeichnung des Denkmals, wie sie vom Slowakischen Denkmalamt (Pamiatkový úrad Slovenskej republiky) verwendet wird. Die Originalbezeichnung ist unter dem Fragezeichen angegeben. Fehlt die Übersetzung, so wird die Originalbezeichnung direkt angezeigt. Weiters ist die Objekt-Identifikationsnummer (Objekt ID) angeführt. Sie ist die offizielle, in der Slowakei eindeutige Nummer č. ÚZPF inklusive der zugehörigen Zählnummer, wie sie in den Daten des Denkmalamtes angegeben wird. Da diese nur innerhalb eines Landkreises gezählt wird, ist dessen Nummer der Denkmalnummer vorangestellt. |
| Standort:                | Wenn in der Liste vorhanden, ist die Adresse angegeben. In Klammern kann sich noch eine zusätzliche Adresse befinden, wenn es beispielsweise ein Eckhaus ist. Bei freistehenden Objekten ohne Adresse (zum Beispiel bei Bildstöcken) ist eine Adresse angegeben, die in der Nähe des Objekts liegt. Durch Aufruf des Links Standort wird die Lage des Denkmals in verschiedenen Kartenprojekten angezeigt. Darunter sind die Katastralgemeinde (KG) und, wenn vorhanden, die Konskriptionsnummer (Konskr. Nr.) angegeben.                                                                                                   |
| Offizielle Beschreibung: | Es ist die Kurzbeschreibung auf Slowakisch, wie sie in den offiziellen Listen angegeben ist, eingetragen. |
| Beschreibung:            | Kurze Angaben zum Denkmal auf Deutsch. |
| Metadaten:               | Zusätzlich werden, wenn in den persönlichen Einstellungen das Helferlein Dauerhaftes Einblenden von Metadaten aktiviert ist, ebensolche angezeigt. |

- Karte mit allen Koordinaten:
- OSM |
- WikiMap